# Константин Гълъбов
Константин Спасов Гълъбов е български учен – германист, писател, поет, преподавател и публицист. Автор е на литературоведски и езиковедски изследвания и учебници, на критика, есеистика, стихове, разкази, повести, хумористичен роман, спомени. Освен това е и преводач и редактор. Професор в Софийския университет, декан на Историко-филологическия факултет и основател и ръководител на катедрата по Немска филология (1923 – 1958).

## Житейски път
Константин Спасов Гълъбов е роден на 17 април 1892 г. в Перущица. Баща му, учителят Спас Гълъбов, е един от малкото оцелели участници в Априлското въстание, автор на хроника на въстанието в Перущица, отпечатана във вестник „Южна България“ през 1883 г. и окончателно завършена и издадена като книга от Константин Гълъбов през 1956 г. („Въстанието на героична Перущица“). Проявява поетически и писателски талант още като ученик в малките класове. Първата му публикация е стихотворението „Въздишки“ във вестник „Балкански новини“ от 1905 г., следва статия за Гоце Делчев във вестник „Санстефанска България" (под псевдонима Лелин) и литературно-критическа студия за полския писател Станислав Пшибишевски. В прогимназиална възраст Константин Гълъбов публикува в пресата статии, критически отзиви и есета. Заради професията на баща му семейството му често се мести, първо в Станимака, после в Пазарджик и накрая в Пловдив, където през 1910 г. завършва Пловдивската мъжка гимназия.
Записва славянска филология в Софийския университет. По настояване на баща си прекъсва следването си и с цел по-добро материално състояние и обществено положение заминава първоначално за Монпелие да следва медицина, а впоследствие през 1911 г. заминава за Гьотинген, където следва германистика, философия, история на изкуството и археология. През 1912 г. се завръща в България, за да вземе участие в Балканската война. Първите му две книги – „Два разказа“ и стихосбирката „Пролетен сън“ излизат през 1911 г., последвани през 1912 г. от „Разкази“ и драмата „Чужда кръв“.
След края на войната се връща в Гьотинген и продължава следването си. Когато започва работата над дисертацията си на тема „Отношението на Фридрих Шлегел и другите немски романтици към Гьотевия „Вилхелм Майстер“ с оглед на първоначалната му редакция“, избухва Първата световна война. Гълъбов се премества да работи на спокойствие в университета в Кил, където през 1915 г. успешно защитава доктората си (защитен повторно и през 1917 г. в Гьотинген).
Връща се в България и бива изпратен на военна служба в Левуново. След войната, в периода 1918 г. - 1921 г. работи като учител по немски език първо в Първа, а по-късно във във Втора софийска мъжка гимназия, преподава и руски. Публикува критически и художествени текстове в редица периодични издания, сред които списанията „Сила“, „Развитие“, „Слънце“ и вестниците „Напред“ и „Нов изгрев“, „Българан“ (под псевдонима Хорибиликрибрифакс). През 1921 г. става редовен лектор по немски език в Софийския университет и започва да чете лекции по стара и нова немска литература и немско езикознание. През 1923 г. е избран за редовен доцент и основава катедра „Немска филология“. Покрива широк спектър от лекционни курсове и семинарни упражнения: готска, старовисоконемска и средновисоконемска граматика, граматика, фонетика и синтаксис на съвременния немски език, стара, средна, нова и най-нова литература. През 1926 г. е избран за извънреден професор, а от 1930 г. е редовен професор в СУ. През периода 1933 г. – 1936 г. е декан на Историко-филологическия факултет.
Става дописен почетен член на Германската академия в Мюнхен, член на българския ПЕН клуб, член на настоятелството на новооснованото Немско-българско дружество, а през 1928 г. – основател на Дружеството на българските есеисти. Гълъбов се счита за теоретик на есеизма с книгата си „Орнаменти“ (1934 г.), посветена на разнообразни литературни, културологични и философски теми, пречупени през субективния му поглед. Публикува своите многобройни статии и студии по различни проблеми на българската литература и критика, на литературнотеоретични и литературноисторически изследвания в списание „Златорог“ и много други периодични издания, сред които списанията „Огнище“, „Пролом“, „Слънце“, „Хиперион“ и вестник „Слово“. Константин Гълъбов е основен изразител на евро-българската идеология, изповядвана от участниците в литературния кръг „Стрелец“ и на амбицията за литературна симбиоза между българското и европейското. През 1927 г. Гълъбов основава и литературния седмичник „Стрелец“.
В периода между Първата и Втората световни войни Константин Гълъбов разгръща оживена дейност като учен, критик, писател, есеист, изнася лекции и беседи, събира материали за написването на „Въстанието на героична Перущица“. В центъра на научната му дейност от самото начало стоят изследванията върху немската литература и по-специално върху Гьоте, като в този период Гълъбов се съсредоточава върху езикови проблеми и похвати на стила му или интересния явления от неговия живот, както става видно от заглавията на изследванията и студията му от периода: "Das dialektische Gepräge der Goetheschen Jugendsprache und die Bearbeitungen der Prosadramen Götz, Clavigo und Stella" („Диалектният характер на младежката реч у Гьоте и преработките на драмите в проза Гьоц, Клавиго и Стела“), "Goethes Urmeister und die mundartlichen Eigentümlichkeiten seiner Sprache" („Театралното призвание на Вилхелм Майстер“ от Гьоте и диалектните особености на езика му"), „Гьоте и жените на немската романтика“, „Любов и приятелство в живота на Гьоте“, „Гьотевият „Фауст“ като символ на западния човек“ и много други.
В годините от 1944 г. до пенсионирането си през 1958 г. Константин Гълъбов е подложен на политически гонения и тормоз на работното си място. Правени са многобройни опити за дискредитирането му – разследвания, анкети, доноси. Въпреки враждебната атмосфера в катедрата и с оглед на липсата на учебници и учебни помагала по литературоведските и езиковедските дисциплини на специалността успява да развие широка академична дейност, с която да подпомогне студентите при подготовката им. На литография са отпечатани два тома „Немски поети“ (17. – 19. век) с текстове, биографични данни, литературни и стилистични коментари (1948 г.), „Немска граматика. Фонетика. Морфология. Синтаксис. Етимология“ (1950 г.), „Немска фонетика с оглед на българския език“ (1952 г.), „Увод в изучаването на готски, старовисоконемски, средновисоконемски и раннонововисоконемски“ (1953 г.), „Историческа граматика на немски език“ (1955 г.).
През 1948 г. Константин Гълъбов след много перипетии сключва брак с видната германистка и интелектуалка Жана Николова, която приема името му. Нямат деца. Двамата са автори на два фразеологични речника, преиздавани многократно: „Немско-български“ и „Българо-немски“, с над 20 000 речникови статии. В речниците са разгледани всички раздели на фразеологията: идиоматика, образни устойчиви словосъчетания, междинни категории, изрази с твърда морфологична структура.
През 1958 г. проф. Гълъбов е освободен от длъжността ръководител на катедрата и излиза в пенсия, след което продължава с научната дейност. В този период написва и издава четири монографии от поредицата „От барок и рококо към реализъм и класицизъм“: „Лесинг“ – 1957 г., „Шилер“ – 1958 г., „Гьоте“ – 1961 г. и „Хайне“ – 1968 г. До 1970 г. остава хоноруван професор в Софийския университет.
Умира на 25 декември 1980 г. в София.

## Трудове
- 1905: Първи стихотворения, първа статия: „Държавата спрямо народното ни благосъстояние“
- 1909: Първа литературно-критическа студия: „Пшибишевски и децата на сатаната“ в сп. „Съвременник“
- 1911: Първи книги: „Два разказа“ и „Пролетен сън“
- 1917: „Die Stellung Friedrich Schlegels und der anderen deutschen Romantiker zu Goethes 'Wilhelm Meister' im Lichte des Ur-Meister“, Göttingen
- 1922: „Краят на западната култура според Шпенглер“, студия
- 1927: „Пакостната дейност на един критик“, брошура срещу критическото дело на Владимир Василев
- 1930: „Зовът на родината“, книга с критически есета
- 1934: „Вълшебният играч“, разкази
- 1934: „Орнаменти“, философски есета
- 1938: „Наше село. Весели разкази“
- 1939: „Готска граматика“
- 1943: „Гологаниада“, хумористичен роман
- 1947: „Deutsche Dichter. Texte mit Biographien und Erläuterungen. 17. und 18. Jahrhundert“

- 1947: „Шилер. Живот и творчество“, литературен очерк
- 1948: „Deutsche Dichter. Texte mit Biographien, literarischen Würdigungen und Erläuterungen. 19. Jahrhundert“
- 1950: „Lesebuch zur Geschichte der deutschen Sprache“
- 1950: „Немска граматика. Фонетика, морфология, етимология, синтаксис“
- 1950: „Немска фонетика с оглед на българския език“
- 1953: „Увод в изучаването на готски, старовисоконемски, средновисоконемски и раннонововисоконемски“
- 1955: „Историческа граматика на немския език“
- 1956: „Въстанието в героична Перущица“, очерк
- 1957: „Лесинг. От барок и рококо към реализъм и класицизъм в литературата“, монография
- 1958: „Немско-български фразеологичен речник“ (заедно с Жана Николова-Гълъбова)
- 1959: „Шилер. От барок и рококо към реализъм и класицизъм в литературата“, монография
- 1959: „Спомени весели и невесели за български писатели“
- 1961: „Гьоте. От барок и рококо към реализъм и класицизъм в литературата“, монография

- 1963: „Хуморески с грапаво перо“
- 1968: „Хайнрих Хайне“, монография
- 1968: „Българско-немски фразеологичен речник“ (заедно с Жана Николова-Гълъбова)
- 1970: „Петко Р. Славейков. Живот, дейност, творчество“, монография
- 1994: „Пламъци на висши пориви. За трудната писателска съдба“, СБП в спомените на своите съзидатели, Български писател, 18 – 24 октомври 1994.
- 1997: „Безидейността в литературата ни [1943 г.]“, Демокрация, 12 април 1996.
- 1997: „Елин Пелин“, Пламък, 1997, 5 – 6, с. 59 – 62
- 1998: „Христо Смирненски“. Спомени, Пламък, 1998, 7 – 8, 108 – 111
- 2002: „Спомени за български писатели“. С послеслов от Жана Николова-Гълъбова
- 2003: „Оръжието на Ботевата чета“, Пулс, 10, 19 май-8 юни 2003.
- 2003: „Петко Ю. Тодоров“, Пулс, 11, 9 – 22 юни 2003.

## Публицистика
През десетилетието след Първата световна война Константин Гълъбов организира литературния кръг „Стрелец“, а на 6 април 1927 г. излиза първият брой на редактирания от него и Чавдар Мутафов седмичник „Стрелец“, орган на кръга. Гълъбов сътрудничи и на редактирания от него вестник „Изток“. Той разработва въпроси на философията и изкуството под формата на есета, които той определя като „особен род философия, но и особен род литература“ („На есето“). Основна тема в неговата есеистика е опозицията „родно – чуждо“ („българско – европейско“). За Гълъбов познаването на родната култура отвъд повърхностния, музеен интерес към „дудуците, гайдите, харманите“ е основна предпоставка за напредъка и адекватността на националната култура в ерата на техническите въведения, за европеизирането на България. И в областта на народопсихологията има интересни наблюдения – книгите му „Наше село“, „Гологаниада“, и „Хуморески с грапаво перо“ са „едно огромно жизнено платно със стойността на етнографско и демографско изображение на една вече отшумяла действителност с нейните колоритни хора, пъстро битово многостилие, свежи хумористични ситуации, ненадминати по изобретение, осмислени философско-естестически в тяхната национална съвкупност“ (Ж. Николова-Гълъбова). Неговите дългогодишни интердисциплинарни търсения в областта на българската и немската литература и литературна критика, които се отличават с оригинални социологически, философски и изкуствоведски наблюдения, дават основание на критиците да го причисляват към майсторите на сравнителното литературознание. В книгата му „Спомени весели и невесели за български писатели“ (1959 г.) могат да се открият ярки (и нерядко забавни) случки за много от най-известните ни литературни творци.

## Отличия
- 1939 – Хумболтов медал за научна и културна дейност.
- 1939 – Командирски кръст на цар Борис III
- 1965 – Почетен диплом за докторат по философия от философския факултет на университета „Кристиан Албрехт“ в Кил.
- 1965 – Гьотев медал от института „Гьоте“.
- 1974 – Златен докторат от Килския университет.

## Посмъртно признание
Патрон е на 91. Немска езикова гимназия в София. На него е наречена и улица в квартал „Витоша“ в София (Карта).

## Цитати
| „ | „В София българинът е много по-беден в емоционалния си живот, отколкото гдето и да било другаде в България. Софиянецът възприе още през първите години след Освобождението западния обичай да си прави „коледно дърво“, но не и останалото, което съпровожда този обичай – правенето на подаръци. Това вече струва повече пари, а да харчи повече пари за чужди хора, той не ще. В София съзнанието на българина бива обсебено в много по-висока степен от стремежа към материалните блага, отколкото в провинцията, и в това обсебване той обеднява бързо в емоционално отношение.“ – Константин Гълъбов – „Психология на българина“ | “ |